# 蜜惠-薛鄧咸堂

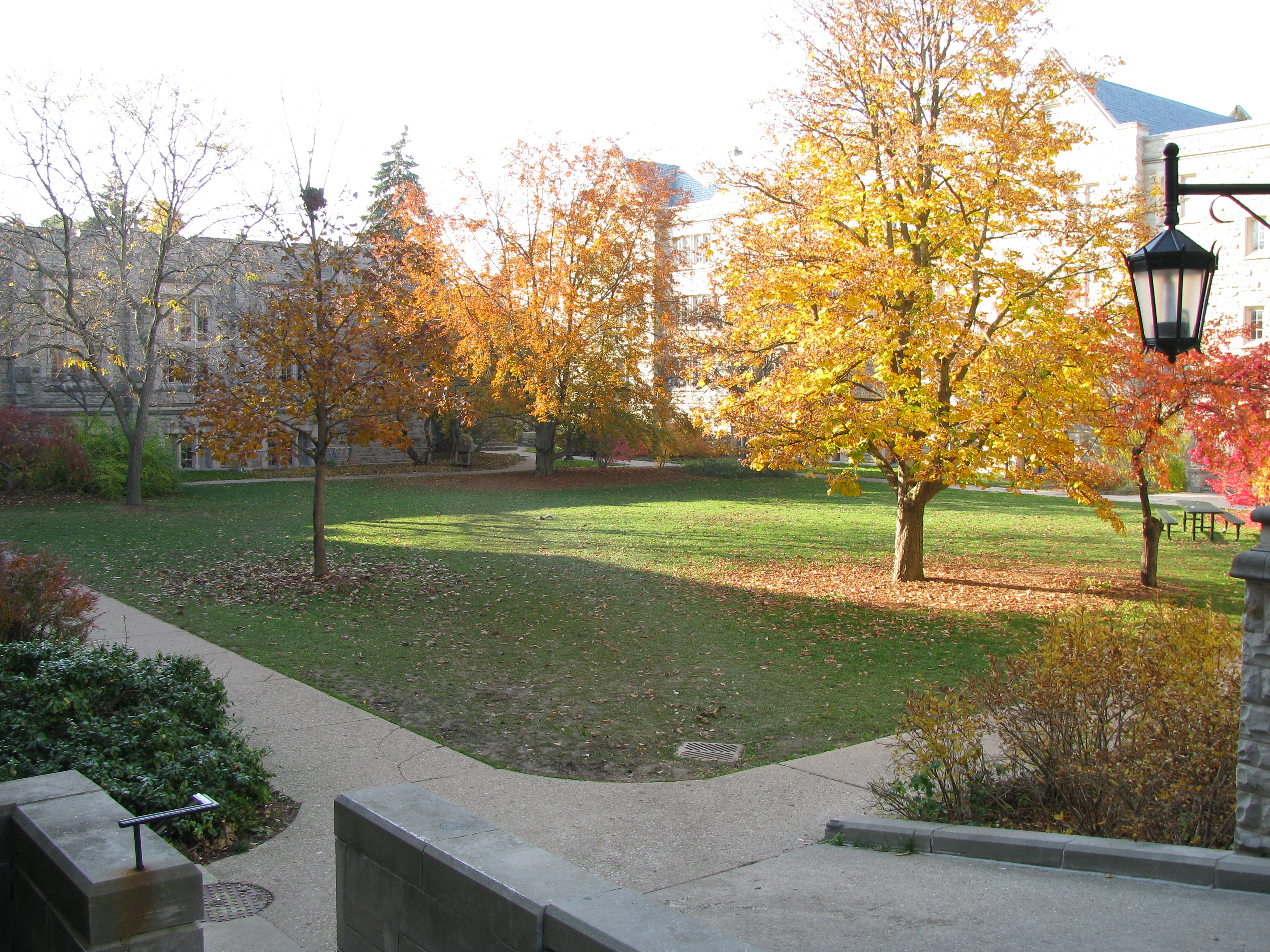
薛鄧咸堂

蜜惠-薛鄧咸堂（英語：Medway-Sydenham Hall）位於加拿大安大略省倫敦，是西安大略大學的男女混合住宿舍堂，為該校第三大宿舍，有613名學生住宿，也是校園內仍在運作的年代最久遠的宿舍。

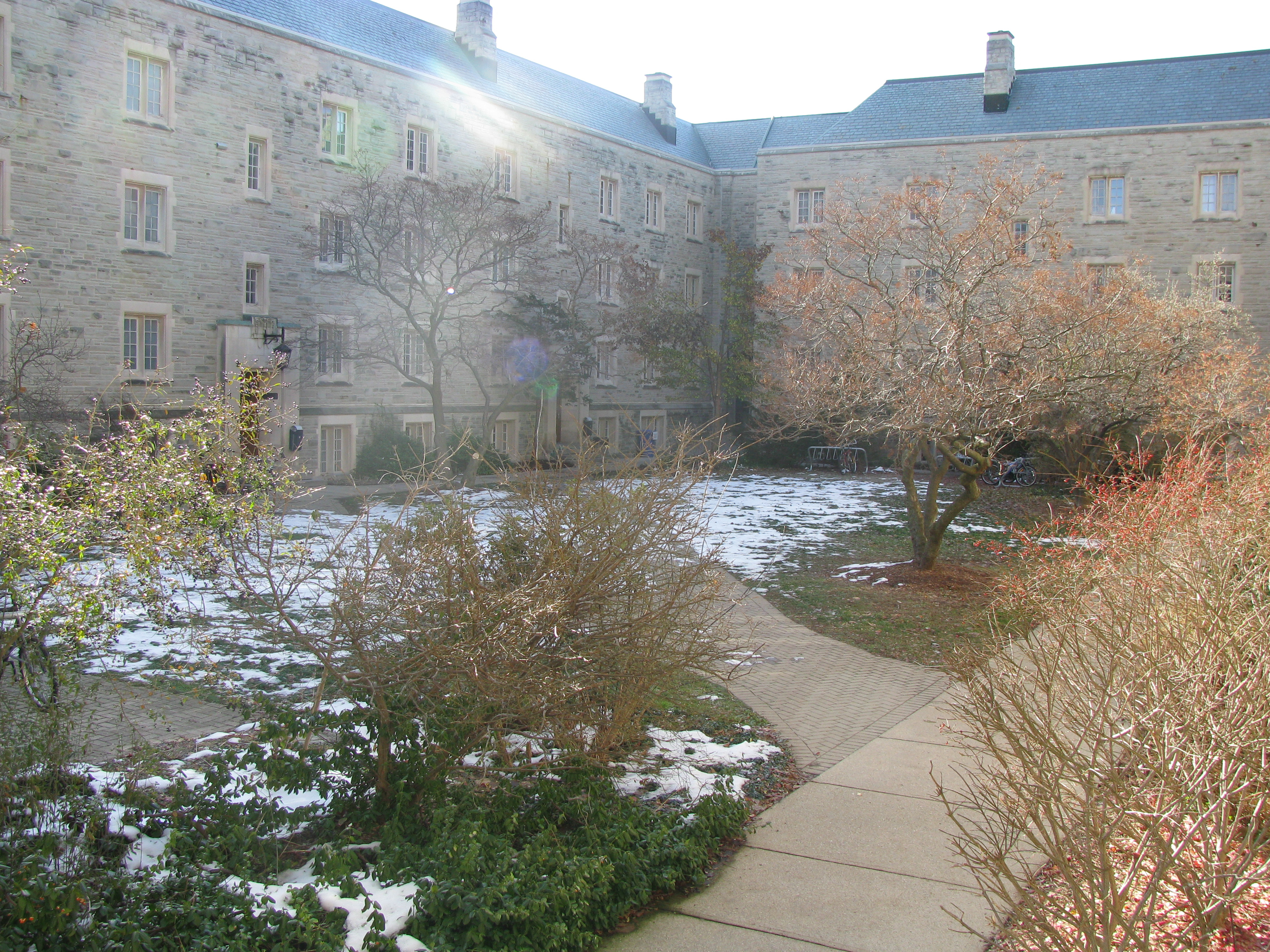
蜜惠堂

## 歷史
蜜惠堂建於1958年，薛鄧咸堂建於1961年。兩棟建築最初均為男生宿舍。
1986年，薛鄧咸堂改為女生宿舍，而蜜惠堂仍為男生宿舍。1997年，兩宿舍合併為蜜惠-薛鄧咸堂，並實行男女混合。

## 外部連結
- University of Western Ontario homepage （页面存档备份，存于）
- Residences at Western （页面存档备份，存于）

43°0′29.77″N 81°15′48.78″W / 43.0082694°N 81.2635500°W